# Estado Islámico del Cáucaso
El Estado Islámico del Cáucaso (en árabe: الدولة الإسلامية في العراق والشام - ولاية القوقاز Wilayah al-Qawqaz), o ISIS-C, es una rama del grupo islamista Estado Islámico (ISIS), activo en la región del Cáucaso Norte en Rusia. ISIS anunció la formación de grupo el 23 de junio de 2015 y nombró a Rustam Asildarov como su líder.

## Antecedentes
A partir de noviembre de 2014, comandantes de nivel medio del grupo Emirato del Cáucaso comenzaron públicamente a cambiar su lealtad, muchos juraron lealtad a la rama de ISIS del Cáucaso, a principios de 2015 ISIS-C se convirtió en un califato. En febrero de 2015, muchos comandantes de organizaciones islamistas de Chechenia y Daguestán (Vilayato de Daguestán, Vilayato Unido de Kabarda, Balkaria y Karachay, Vilayato Nokhchicho) habían desertado. En febrero de 2015, la organización islamista Emirato del Cáucaso le declaró la guerra a ISISC.
Kebekov y los leales de alto rango dentro del Emirato emitieron declaraciones en las que los denunciaban y acusaron al desertor más veterano, Rustam Asildarov, de traición. Further pledges of allegiance to al-Baghdadi occurred in June 2015 by Vilayat Nokhchicho leader Aslan Byutukayev,
En junio de 2015, el líder de Vilayat Nokhchicho, Aslan Byutukayev, liberó un audio supuestamente hecho por militantes en Daguestán, Chechenia, Ingushetia y Kabardino-Balkaria, prometieron nuevas lealtades a al-Baghdadi.

## Historia
El 23 de junio de 2015, el portavoz de ISIS Abu Mohammad al-Adnani había confirmado la creación de un Califato por parte de ISISC, el califato cubre la región del Cáucaso de norte. Adnani pidió a todos los militantes islamistas en la región a unirse a ISISC.
El primer atentado realizado por esta organización fue contra una base militar rusa en el sur de Daguestán, el 2 de septiembre de 2015. En un video difundido también en septiembre, Asildarov llamó a los partidarios de ISISC a unirse a la lucha en Daguestán, en lugar de viajar a Irak y Siria.
El 15 de febrero de 2016 un coche bomba mató a 2 personas e hirió a otras 17.
El 9 de marzo un grupo de nueve Activistas por los derechos humanos y periodista, que se dirigían a Grozny en un pequeño autobús, fueron atacados en la carretera federal Kavkaz, cerca del asentamiento Ordzhonikidzovskaya en el Ingushetia en la frontera. Unos 20 hombres enmascarados agredieron al grupo, confiscaron algunos teléfonos móviles y prendieron fuego a su vehículo. Dos de los periodistas, el abogado de la ONG y el conductor del autobús fueron hospitalizados. Un representante de Comité para la Prevención de la Tortura (Rusia) dijo que esta era la primera gira de prensa, que no fue organizada por el gobierno checheno.
El 29 de marzo del 2016: una bomba, dirigida contra un cortejo policial, mató a una y hirió a otras dos personas en Majachkalá, Daguestán.
El 30 de marzo del 2016 un agente de policía murió y otro resultó herido en un coche bomba en la República de Daguestán.
El 11 de abril tres hombres, incluido al menos un terrorista suicida, habían atacado una estación de policía regional en el distrito de Novoselitsk en la ciudad de Stávropol.
El 9 de mayo al menos un policía murió y otros cuatro resultaron heridos en un ataque terrorista en Grozny, Chechenia. Un terrorista se inmoló, otro fue asesinado por las fuerzas de seguridad.
El 15 de mayo Dos policías fueron asesinados por militantes en Derbent, Daguestán. El Estado Islámico de Irak y el Levante se atribuyó la responsabilidad del ataque.
El 17 de junio al menos Cuatro Oficiales de seguridad rusos y seis militantes fueron asesinados en una operación antiterrorista en Daguestán..
El 9 de octubre al menos ocho militantes, que planearon ataques en Chechenia, fueron asesinados en un tiroteo con la policía. Cuatro oficiales resultaron heridos también.
El 24 de noviembre: dos oficiales de las fuerzas especiales y dos presuntos militantes fueron asesinados en un tiroteo en Nazran, Ingushetia.
El 4 de diciembre de 2016, los servicios de seguridad rusos informaron que habían matado a Asildarov y a cuatro de sus asociados en una redada en una casa en Majachkalá.
El 21 de enero el 2017 Dos militantes fueron asesinados en una operación por las fuerzas de seguridad rusas en el asentamiento Vpered, Distrito Kizlyar, en Daguestán.
El 30 de enero: al menos dos policías y tres presuntos militantes fueron asesinados durante un tiroteo en Shali, Chechenia.
El 5 de marzo un grupo presuntamente vinculado al Estado Islámico de Irak y el Levante (ISIL) fue detenido por las fuerzas rusas en Derbent, Daguestán; un militante murió en un tiroteo..
24 de marzo: al menos seis soldados rusos y seis atacantes murieron en el ataque de los insurgentes contra una base Guardia Nacional rusa en la aldea de Naurskaya, al noroeste de Grozny, en Chechenia. ISIS-C se atribuyó la responsabilidad del ataque.
3 de abril:
Dos policías de tránsito son asesinados a tiros por asaltantes desconocidos en Astracán. Las autoridades regionales culpan del ataque a los "islamistas radicales wahabíes".
El mismo día un atentado suicida se produjo en el Metro de San Petersburgo, el día Vladímir Putin debía visitar el ciudad. 16 personas murieron lugar incluido el terrorista suicida. Otros 64 también resultaron heridos. Los medios rusos informaron que viajó a Siria en 2014 y entrenó con militantes. Batallón Imam Shamil se atribuyó la responsabilidad del ataque.
El 8 de abril dos policías de tránsito fueron asesinados luego de que su vehículo fue atacado por militantes islámicos en Ingushetia, Cáucaso del Norte.
Dos días después unos 20 militantes de la República del Cáucaso dispararon contra una estación de servicio por la autopista M4 Don. Según información no confirmada, una persona murió y otras dos resultaron heridas.
El 12 de mayo un agente de policía resultó herido en un tiroteo cerca de la estación de policía en Ingushetia. Dos atacantes murieron durante el tiroteo. ISIS se atribuyó la responsabilidad del ataque.
El 18 de mayo cuatro presuntos militantes, incluido un líder del grupo de insurgencia "Kadar", fueron asesinados durante un tiroteo con la policía en el Distrito de Buynaksky, Daguestán. Se encontraron armas, municiones y explosivos en las instalaciones durante una redada policial.
- 28 de Agosto – Dos militantes atacaron a oficiales de policía, armados con cuchillos en una gasolinera en Kaspiysk. Un policía fue asesinado, y otro herido. Ambos militantes fueron abatidos por la policía.[40]

El 18 de febrero de 2018, un hombre de 22 años abrió fuego contra una iglesia en Kizlyar, Daguestán, Rusia, matando a 5 e hiriendo a 5. El atacante fue asesinado por las fuerzas de seguridad y luego apareció un video del atacante prometiendo lealtad al Estado Islámico, mientras que el Estado Islámico también se atribuyó la responsabilidad.
El 20 de agosto de 2018, múltiples terroristas de corta edad atacaron una estación de policía en Grozny con cuchillos e hirieron al menos a 7 policías. Todos los terroristas fueron asesinados; el Estado Islámico se atribuyó la responsabilidad del ataque.
A principios de enero de 2019, el grupo se atribuyó la responsabilidad de la Tragedia de Magnitogorsk y el siguiente ataque al día siguiente. El grupo dijo que el colapso del edificio fue causado por los bombardeos. Sin embargo, el reclamo fue desestimado por algunos investigadores rusos, quienes dijeron que la causa del colapso del edificio probablemente fue una fuga de gas.
El 25 de enero de 2019, un grupo de policías fue atacado por un pistolero en el asentamiento de Sernovodskoye (distrito de Kursky), causando heridas a dos policías. Los policías respondieron, matando al atacante, cuyo cuerpo fue encontrado más tarde junto a un Kalashnikov, en el bosque. El grupo Estado Islámico más tarde se atribuyó la responsabilidad del ataque.
El 12 de abril de 2019, en una operación extensa que involucró a Grupo Alfa, la policía local y Rosgvardia, 2 terroristas del ISIS fuertemente armados asesinados en la ciudad de Tyumen. Estos terroristas planeaban ir a la plaza pública de la ciudad.
El 23 de junio de 2019, un terrorista armado con un cuchillo atacó a dos policías a las afueras de la residencia de Ramzan Kadyrov en Grozny. El asesino fue asesinado por la policía. Según los informes, se encontró un rifle de caza en su automóvil. El grupo del Estado Islámico más tarde se atribuyó la responsabilidad del ataque.
El 2 de julio de 2019, un agente de la policía fue asesinado y varios más resultaron heridos en un puesto de control en las afueras de Bamut, cuando un terrorista armado con cuchillo logró atacar a los agentes de policía con un cuchillo y una granada de mano. El grupo Estado Islámico más tarde se atribuyó la responsabilidad del ataque.

## Designación como Organización Terrorista
ISIL-CP fue designada por la Specially Designated Global Terrorist (Terroristas Globales especialmente designados) por el gobierno de los Estados Unidos el 29 de septiembre del 2015, y Aslan Avgazarovich Byutukaev es considerado como individuo SDGT el 13 de julio del 2016.